# Wanda Rutkiewicz
Wanda Rutkiewicz (Plungė, 4 febbraio 1943 – Kangchenjunga, 12-13 maggio 1992) è stata un'alpinista polacca. È stata una delle migliori scalatrici himalayane della storia e pioniera dell’arrampicata tutta al femminile sulle montagne più alte del mondo.

## Biografia
Wanda Rutkiewicz nacque a Plungė in Lituania. Dopo la seconda guerra mondiale si trasferì con la famiglia in Polonia, dove si laureò in ingegneria elettrica al Politecnico di Breslavia. Il 16 ottobre 1978 fu la terza donna a scalare il monte Everest (la prima europea), mentre nel 1986 divenne la prima donna a scalare il K2, ottenendo questo risultato senza l'ausilio di bombole di ossigeno.
Wanda Rutkiewicz aveva come obiettivo quello di scalare tutti i quattordici ottomila e morì nel tentativo di scalare il Kangchenjunga che sarebbe stato il suo nono ottomila. Fu vista per l'ultima volta dall'alpinista messicano Carlos Carsolio. Nel 1995 una spedizione italiana composta da Simone Moro, Fausto De Stefani, Silvio Mondinelli, Marco Galezzi, Mauro Mabellini, Miky Oprandi e Josef Rakonkaj credette di aver trovato il suo corpo sul versante opposto a quello lungo il quale era salita.
Vennero formulate due ipotesi: che la Rutkiewicz fosse salita sul Kangchenjunga e fosse poi caduta tentando di scendere dal versante opposto o che, arrivata al colle che separa la vetta principale del Kangchenjunga dal Kangchenjunga West (Yalung Kang), sia precipitata dal colle lungo il canalone sul versante sud. La spedizione italiana diede degna sepoltura al corpo, ma tuttavia un'analisi più dettagliata dei reperti degli scalatori italiani, come il colore degli abiti e la presenza di tavolette di fabbricazione bulgara con il corpo, indicano che probabilmente si trattava del corpo dell'alpinista bulgara Yordanka Dimitrova, che fu uccisa da una valanga sulla parete sud-occidentale del Kangchenjunga nell'ottobre 1994. Non si sa se la Rutkiewicz abbia raggiunto la vetta del Kangchenjunga. Se lo avesse fatto, sarebbe stata la prima donna a raggiungere la cima delle tre montagne più alte del mondo.[12]